# Robert Bîrsă
Robert Sebastian Bîrsă (* 6. Juni 2001 in Constanța) ist ein rumänischer Leichtathlet, der sich auf den Sprint spezialisiert hat.

## Sportliche Laufbahn
Erste internationale Erfahrungen sammelte Robert Bîrsă im Jahr 2018, als er bei den U18-Balkan-Meisterschaften in Izmir mit 11,37 s in der Vorrunde im 100-Meter-Lauf ausschied. Anschließend kam er bei den U18-Europameisterschaften in Győr im Vorlauf über 100 und 200 Meter nicht ins Ziel. 2020 belegte er bei den U20-Balkan-Meisterschaften in Istanbul in 10,76 s den vierten Platz über 100 Meter und gelangte mit der rumänischen 4-mal-100-Meter-Staffel mit 42,54 s auf Rang vier. Im Jahr darauf belegte er mit der Staffel bei den U23-Europameisterschaften in Tallinn in 40,15 s den fünften Platz und 2024 verpasste er bei den Balkan-Meisterschaften in Izmir mit 10,69 s den Finaleinzug über 100 Meter. Zudem wurde er im Staffelbewerb disqualifiziert.
2024 wurde Bîrsă rumänischer Hallenmeister im 60-Meter-Lauf.

## Persönliche Bestzeiten
- 100 Meter: 10,45 s (+0,9 m/s), 8. Juli 2023 in Craiova
  - 60 Meter (Halle): 6,75 s, 17. Februar 2024 in Bukarest
- 200 Meter: 21,79 s (−0,3 m/s), 4. Juli 2021 in Cluj-Napoca